# عين البرد
عين البرد بلدية جزائرية في ولاية سيدي بلعباس شمال غرب الجزائر.
تتميز بلدية عين البرد تاريخيا انها كانت مستوطنة من فبل الفرنسيين الاثرياء نظرا لطبيعتها الخضراء النقية و موقعها حيث انها محاطة بالغابات